# Mass Manga
Mass Manga (* 1. Januar 1995 in Serekunda) ist ein gambischer Fußballspieler, der als Mittelfeldspieler für die Hawks Banjul spielt.
2015 gab Manga sein Länderspieldebüt für die Gambische Fußballnationalmannschaft.